# Chrysodeixis plesiostes
Chrysodeixis plesiostes is een vlinder uit de familie van de uilen (Noctuidae). De wetenschappelijke naam van de soort is voor het eerst geldig gepubliceerd in 1982 door Dufay.